# Francis Newton
Francis Newton (n. 3 ianuarie 1874, Washington, D.C., District of Columbia, SUA – d. 3 august 1946, Greenwich, Connecticut, SUA) a fost un jucător de golf ce a reprezentat Statele Unite ale Americii, medaliat olimpic. A participat la o ediție a Jocurilor Olimpice (1904) în care a câștigat o medalie de argint și o medalie de bronz.